# Kleurrijke zaagpoot
De kleurrijke zaagpoot (Scolopostethus decoratus) is een wants uit de onderfamilie Rhyparochrominae en uit de familie bodemwantsen (Lygaeidae).
De onderfamilie Rhyparochrominae wordt ook weleens als een zelfstandige familie Rhyparochromidae gezien in een superfamilie Lygaeoidea. Lygaeidae is conform de indeling van bijvoorbeeld het Nederlands Soortenregister.

## Uiterlijk
De kleurrijke zaagpoot is 3,5 tot 4,2 mm lang. De wantsen van het geslacht Scolopostethus hebben aan de onderzijde van de dijen van de voorpoten een groot aantal kleine doorns. Ze hebben ook allemaal een witte vlek aan de zijkant (in het midden) van het halsschild (pronotum). Het bovenste deel van het halsschild is zwart en de onderste helft is bruin. De kleur van de antennes is vaak verschillend tussen de soorten. De antennes van de kleurrijke zaagpoot zijn zwart, alleen het begin van het tweede segment is licht gekleurd. Hij is ook wat kleurrijker getekend. Ze zijn altijd langvleugelig (macropteer).

## Verspreiding en habitat
De soort is wijdverspreid in Europa en Noord-Afrika, maar ontbreekt in het Hoge Noorden. Naar het oosten is hij verspreid van in het gebied rond de Kaspische Zee, Klein-Azië tot in Centraal-Azië. Ze hebben een voorkeur voor open en halfschaduwrijke plaatsen en zijn te vinden in droge leefgebieden met een zandige en kalkhoudende bodem, maar ook in vochtige gebieden met heide.

## Leefwijze
De wantsen zuigen aan zaden van planten uit de heidefamilie (Ericaceae) zoals struikhei (Calluna vulgaris), dophei (Erica) en bosbes (Vaccinium). Ze zijn meestal op de bodem, maar men kan ze ook in de planten vinden. De eieren worden gelegd in de voedselplanten vanaf eind april tot in juni. De nieuwe generatie imago’s verschijnt in augustus. De volwassen wantsen overwinteren. Onder gunstige omstandigheden kan er in een jaar een tweede generatie worden gevormd, waarvan de nimfen overwinteren.